# Чернов, Григорий Иванович
Григорий Иванович Чернов (15 октября 1901 года — 2 декабря 1978 года) — советский военачальник, участник Великой Отечественной войны. Герой Советского Союза (19.04.1945). Гвардии генерал-майор (17.01.1944).

## Биография

### Детство и юность
Родился 15 октября 1901 года в деревне Карагайла Бачатской волости Кузнецкого уезда Томской губернии (ныне Прокопьевского района Кемеровской области) в крестьянской семье. Юность и детство провёл в деревне, помогал родителям в ведении крестьянского хозяйства.
В августе 1919 года был мобилизован в белую армию адмирала А. В. Колчака, зачислен рядовым в 13-й кадровый полк, затем переведён в 2-й Морской полк. В боях не участвовал. В декабре 1919 года под Томском был захвачен в плен..
В плену выразил желание вступить в Красную армию, и в том же декабре 1919 года был в неё зачислен, служил в 1-м Томском полку командиром отделения и помощником командира взвода. В армии обучился грамоте. В 1920 году вступил в ВКП(б). В августе 1920 года направлен на учёбу.
В 1924 году окончил Томскую военную пехотную школу. С августа 1924 года служил в 77-м Новгородском стрелковом полку Сибирского военного округа (Ачинск) командиром взвода и роты. С декабря 1926 по декабрь 1928 года служил в 7-м территориальном резервном полку в Красноярске командиром роты. 
В 1929 окончил  Стрелково-тактические курсы усовершенствования комсостава РККА имени III Коминтерна. С августа 1929 года командовал отдельной внештатной караульной ротой по охране военного городка в Красноярске. С января 1930 года служил в 40-й стрелковой дивизии Сибирского военного округа (её полки дислоцировались в разных городах Красноярского края), где был командиром роты, начальником штаба и командиром стрелкового батальона, командиром учебного батальона 118-го стрелкового полка, помощником командира по материальному обеспечению 119-го стрелкового полка.. С августа 1936 года — преподаватель тактики, командир батальона курсантов Тамбовского пехотного училища.
В сентябре 1939 года стал командиром 606-го стрелкового полка 180-й стрелковой дивизии Орловского военного округа. С февраля 1940 года — командир 660-го стрелкового полка Западного Особого военного округа. С марта 1941 года — командир 257-го мотострелкового полка 185-й моторизованной дивизии 21-го механизированного корпуса в Московском военном округе. В июне 1941 года корпус начал выдвижение в Прибалтику, где его застигла война.

### Великая Отечественная война
В боях Великой Отечественной войны с июня 1941 года. С 28 июня 1941 года в составе дивизии участвовал в безуспешном контрударе на Даугавпилс, затем в ходе Прибалтийской стратегической оборонительной операции дивизия оказывала достойное сопротивление, с боями отходя от рубежа к рубежу. К августу 1941 года полк отошёл к Новгороду, где держал оборону по реке Волхов до конца сентября 1941 года в составе 27-й армии Северо-Западного фронта. Судьба на войне бывает изменчива: в августе 1941 года майор Г. И. Чернов считался лучшим командиром полка в дивизии и был представлен к званию Героя Советского Союза, а в сентябре военным трибуналом он был осужден по статье 197-17 п. «а» Уголовного Кодекса РСФСР к 8 годам лишения свободы, при этом оставлен отбывать наказание в той же должности командира полка (хотя, как осужденный, и был на год исключён из ВКП(б)). 
В связи с катастрофическим началом для советских войск немецкого генерального наступления на Москву (операция «Тайфун») полк и дивизия в октябре 1941 года были спешно переброшены на Калининский фронт, где в составе 30-й армии участвовали в Калининской и Клинско-Солнечногорской оборонительных операциях . С 29 ноября 1941 — заместитель командира 953-го стрелкового полка 257-й стрелковой дивизии в 3-й ударной армии Северо-Западного и Калининского фронтов, с января 1942 года командовал 948-м стрелковым полком в этой дивизии. Участвовал в контрнаступлении под Москвой и в Торопецко-Холмской наступательной операции. 
С апреля 1942 — заместитель командира 24-й стрелковой дивизии в этой армии, с начала мая — командир 948-го стрелкового полка 257-й стрелковой дивизии. С 19 мая 1942 года — командир 54-й отдельной курсантской стрелковой бригады в 3-й ударной армии Калининского фронта. 1 августа 1942 года военный трибунал Калининского фронта снял с подполковника Чернова судимость за проявленное в боях мужество.
1 октября 1942 года стал командиром 47-й стрелковой дивизии 4-й ударной армии Калининского фронта. Дивизия принимала активное участие в Смоленской и Невельской наступательных операциях, за отличия при освобождении Невеля 7 октября 1943 года получила почётное наименование «Невельская».
В период боёв с 12 по 17 декабря 1943 года по разгрому Езерищенской группировки противника на 1-м Прибалтийском фронте проявил «высокое умение руководства боевыми операциями дивизии», чем обеспечил успех разгрома немецких сил, был награждён орденом Красного Знамени, а его дивизия 21 декабря 1943 года награждена орденом Суворова 2-й степени.
9 января 1944 года возглавил 26-й гвардейскую стрелковую дивизию в 11-й гвардейской армии, которой командовал до конца войны. Участвовал в Витебской наступательной операции. В мае с армией прибыл на 3-й Белорусский фронт. Там под командованием полковника Чернова 26-я стрелковая дивизия отличилась в ходе Белорусской наступательной операции «Багратион». В конце июня 1944 года подразделения дивизии, прорвав немецкую оборону и наступая севернее Орши, за два дня боёв освободили более 10 населённых пунктов, уничтожили сотни немецких солдат и офицеров (Витебско-Оршанская операция).
В конце июня 1944 года передовые части дивизии с ходу форсировали Березину, овладели важным плацдармом на правом берегу, отбили до 20 немецких контратак, что способствовало освобождению города Борисова другими соединениями (Минская операция).
В наступательных боях с 1 по 17 июля дивизия, преодолевая сопротивление немецких войск, продвинулась вперёд на 250 километров и с ходу форсировала Неман. При форсировании реки 14 июля генерал Чернов смело и решительно управлял передовыми частями и артиллерией, что позволило нанести врагу большой урон в живой силе и боевой технике. В ходе этих боёв силами дивизии было уничтожено 400 солдат и офицеров противника, 56 артиллерийских орудий, 37 танков, 224 пулемёта. Около 600 немецких солдат и офицеров было взято в плен (Вильнюсская операция).
1 июля по радио был передан приказ Верховного Главнокомандующего, в котором отмечались успешные боевые действия 26-й гвардейской стрелковой дивизии и её командира генерал-майора Г. И. Чернова. За умелое руководство войсками в ходе форсирования Березины и Немана генерал Чернов был представлен командующим армией генерал-полковником К. Н. Галицким к званию Героя Советского Союза, однако тогда это награждение не состоялось.
С осени 1944 года до апреля 1945 года 26-я гвардейская стрелковая дивизия вела бои на территории Восточной Пруссии. Особенно её части и соединения отличились в Восточно-Прусской наступательной операции. 23 января 1945 года дивизия овладела городом Велау. Утром 30 января 1945 года передовые части дивизии, прорвав немецкую оборону, вышли к побережью залива Фришес-Хафф, тем самым отрезали Кёнигсберг и всю Восточную Пруссию от основных сил немецкой армии. Немецкое командование срочно перебросило войска на этот участок и в результате длительного боя, при трёх-четырёхкратном превосходстве противника в живой силе и абсолютном в танках, советские бойцы была были оттеснены со своего рубежа. Сам Чернов был ранен в этих боях.
Указом Президиума Верховного Совета СССР от 19 апреля 1945 года за успешное руководство подразделениями и проявленные при этом отвагу и мужество генерал-майору Чернову было присвоено звание Героя Советского Союза.
В начале марта вернулся из госпиталя и вновь возглавил дивизию. Под его командованием она отличилась при штурме Кёнигсберга и в Земландской наступательной операции.

### После войны
Продолжал командовать дивизией в Особом и Прибалтийском военных округах до марта 1947 года, когда его направили на учёбу. В 1948 году окончил Высшие академические военные курсы при Высшей военной академии имени К. Е. Ворошилова. С марта 1948 по август 1955 года командовал 66-й гвардейской дивизией в 38-й армии Прикарпатского военного округа (управление дивизии — г. Черновцы). С августа 1955 по ноябрь 1957 года — помощник командующего — начальник отдела боевой подготовки 38-й армии..
В марте 1958 года генерал-майор Г. И. Чернов уволен в запас.
После выхода в отставку жил в городе Ивано-Франковске, принимал активное участие в общественной работе (по результатам общественной деятельности был награждён почётными грамотами областного и городского комитетов КПСС).
Скончался 2 декабря 1978 года.

## Воинские звания
- майор (2.02.1936)
- подполковник (18.11.1941)
- полковник (26.06.1942)
- генерал-майор (17.01.1944)

## Награды
- Герой Советского Союза (Указ Президиума Верховного Совета СССР от 19 апреля 1945 года, медаль «Золотая Звезда» № 5039);
- два ордена Ленина (19 апреля 1945 года, 30 апреля 1945 года);
- четыре ордена Красного Знамени (6 марта 1943 года[13], 7 марта 1944 года[13], 3 ноября 1944 года, 13 июня 1952 года);
- орден Суворова II степени (11 октября 1943 года)[2];
- орден Кутузова II степени (4 июля 1944 года)[2];
- орден Красной Звезды (30 декабря 1956 года)[2];
- медали.

## Память
Именем Чернова названа улица в городе Невеле.
В селе Карагайла Прокопьевского района Кемеровской области, где родился Чернов, 5 мая 2008 года была торжественно открыта мемориальная доска в память о нём.